# Joseph von Quarin
Joseph von Quarin (Joseph Quarin ou encore Joseph de Quarin)  né le 19 novembre 1733 à Vienne et mort le 19 mars 1814 dans la même ville est un médecin et entomologiste autrichien.

## Biographie
Joseph von Quarin est un élève brillant : à 15 ans  il est docteur en philosophie et trois après, en 1751,  docteur en médecine de l'Université de Fribourg. Ses connaissances sont reconnues et il est nommé professeur d'anatomie et de matière médicale à l'Université de Vienne  de 1754 à 1756). Il est alors choisi comme premier médecin et directeur de l'hôpital des Frères delà Miséricorde. En 1758 l'impératrice Marie-Thérèse, lui donne le titre de conseiller du gouvernement, et il est chargé  de l'administration sanitaire des provinces de la Basse-Autriche. Ses écrits le font  connaître  à l'étranger et il est beaucoup traduit.  Ainsi on peut lire dans le journal de médecine de France : "...M. Sainte-Marie s'est avantageusement associé au premier traducteur de Quarin; ils auront à eux deux le mérite d'avoir fait passer dans notre langue deux ouvrages dont l'utilité est aujourd'hui assez généralement sentie, et dont la traduction était  indispensable...". Il voyage  en Allemagne, en France, en Angleterre, en Belgique où ils rencontrent des médecins, visite des hôpitaux et complète ainsi son expérience et ses connaissances. Sa grande réputation le fait choisir pour être   premier médecin de Sa Majesté Impériale  Joseph II. Ce dernier le nomme baron de l'empire.  Six fois il est désigné recteur de l'Université de Vienne.
Lorsqu'il meurt, en 1814, il a 80 ans. 

## Publications
- Traité des fièvres et des inflammations  Ouvrage traduit du latin sur l'édition de Vienne de 1781, avec des notes du traducteur, J.-B. Emonnot, Paris, 1799,  ed. Logerot-Petiet, Rémont, t1, 290 p.  t2 378 p.  lire en ligne sur Gallica
- Observations pratiques sur les maladies chroniques, traduit du latin de l'édition originale de 1786 par Étienne Sainte-Marie, Paris, 1807,  Éd. Crochard,  352 pages